# Plemberk
Plemberk je naselje u slovenskoj Općini Novom Mestu. Plemberk se nalazi u pokrajini Dolenjskoj i statističkoj regiji Jugoistočnoj Sloveniji. 

## Stanovništvo
Prema popisu stanovništva iz 2002. godine naselje je imalo 66 stanovnika.